# 桜ナイトフィーバー (KANの曲)
「桜ナイトフィーバー」（さくらナイトフィーバー）は、2015年2月25日にアップフロントワークス（zetimaレーベル）から発売されたKANの34作目のシングル。

## 概要
通常盤のみの1形態で発売。前作「Listen to the Music」以来約4年ぶりとなるシングル。

## 収録曲
編曲：KAN
1. 桜ナイトフィーバー [5:23]
  - 作詞・作曲：KAN
2. 表参道 [4:11]
  - 作詞・作曲：Michael Antony Deighan & Michael Wilshaw / 日本語詞：KAN
  - ジョー・ダッサンの楽曲「オー・シャンゼリゼ」と、ザ・ビートルズの「All You Need Is Love」のパロディ作品。
3. 桜ナイトフィーバー (Instrumental) [5:23]
4. 表参道 (Instrumental) [4:11]

## カバー

### 桜ナイトフィーバー
- ハロー! プロジェクト（2015年） - 音楽イベント『Hello! Project ひなフェス 2015 〜満開! The Girls' Festival〜』にて、出演者全員で歌唱[3]。
- こぶしファクトリー（2016年、シングル「桜ナイトフィーバー/チョット愚直に! 猪突猛進/押忍! こぶし魂」収録[4]）

### 表参道
- チャオ ベッラ チンクエッティ（2015年、シングル「表参道/二子玉川/Never Never Give Up」収録[5]）